# Gabriel Taborin

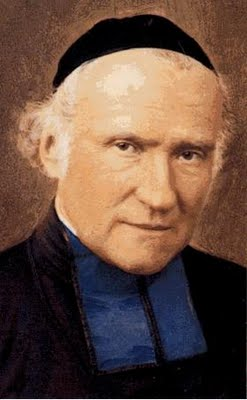
Gabriel Taborin

Gabriel Taborin (Belleydoux, 1º novembre 1799 – Belley, 24 novembre 1864) è stato un religioso francese, fondatore della congregazione dei Fratelli della Sacra Famiglia di Belley.

## Biografia
Nacque da una famiglia di locandieri: all'età di dodici anni iniziò a insegnare il catechismo ai bambini del villaggio e a sedici si occupava dell'animazione liturgica presso la sua parrocchia.
Nell'ottobre del 1824 pensò di consacrarsi totalmente all'apostolato e, con cinque compagni, vestì l'abito religioso: il suo primo impegno fu presso la cattedrale di Saint-Claude, nella Giura, dove gli vennero affidati l'insegnamento della dottrina cattolica e il servizio agli altari.
Nel 1829 aprì un convitto a Belmont: ebbe l'idea di far gestire l'opera a una nuova congregazione laicale e, nel 1833, ammise i primi postulanti. Il 23 aprile 1835 fecero vestizione dando vita alla congregazione dei Fratelli della Sacra Famiglia. Il 3 novembre del 1838 Taborin fece la sua professione dei voti perpetui, mentre undici dei suoi compagni emisero i primi voti. Fondamentale fu per Taborin l'incontro con Jean-Marie Vianney, che affidò ai suoi fratelli la gestione della scuola parrocchiale di Ars-sur-Formans.
Nel 1841 papa Gregorio XVI gli conferì il titolo di catechista apostolico e concesse l'approvazione al suo istituto: Taborin ha lasciato un corposo epistolario, diversi libri scolastici (tra cui una grammatica della lingua francese e un'antologia) e alcuni testi di spiritualità (libretti per i pellegrini).